# Quận Union, North Carolina
Quận Union là một quận nằm ở tiểu bang Bắc Carolina.  Tại thời điểm năm 2000, quận có dân số 123.677 người; dân số năm 2008 là 193.255 người,  Quận lỵ đóng ở Monroe6.

## Địa lý
Theo Cục điều tra dân số Hoa Kỳ, quận có tổng diện tích 640 square miles (1.657 km²), trong đó, 637 dặm Anh vuông (1.651 km²) là diện tích đất và 2 dặm Anh vuông (6 km²) trong tổng diện tích (0,35%) là diện tích mặt nước.

### Các thị trấn
Quận được chia thành 9 xã: Goose Creek, Jackson, Marshville, Monroe, New Salem, Vance, Buford, Lanes Creek, và Sandy Ridge, Indian trail.

### Các quận giáp ranh
- Quận Cabarrus, Bắc Carolina - Bắc
- Quận Stanly, Bắc Carolina - Bắc-Đông bắc
- Quận Anson, Bắc Carolina - Đông
- Quận Chesterfield, Nam Carolina - Nam-Đông nam
- Quận Lancaster, Nam Carolina - Tây nam
- Quận Mecklenburg, Bắc Carolina - Tây bắc

## Thông tin nhân khẩu
Theo cuộc điều tra dân số2 tiến hành năm 2000, quận này có dân số 123.677 người, 43,390 hộ, và 34.278 gia đình sinh sống trong quận này. Mật độ dân số là 194 người trên mỗi dặm Anh vuông (75/km²). Đã có 45.695 đơn vị nhà ở với một mật độ bình quân là 72 trên mỗi dặm Anh vuông (28/km²).  Cơ cấu chủng tộc của dân cư sinh sống tại quận này gồm 82,83% người da trắng, 12,52% người da đen hoặc người Mỹ gốc Phi, 0,38% người thổ dân châu Mỹ, 0,58% người gốc châu Á, 0,02% người các đảo Thái Bình Dương, 2,64% từ các chủng tộc khác, và 1,02% từ hai hay nhiều chủng tộc.  6,17% dân số là người Hispanic hoặc người Latin thuộc bất cứ chủng tộc nào.
Có 43,390 hộ trong đó có 39,50% có con cái dưới tuổi 18 sống chung với họ, 65,30% là những cặp kết hôn sinh sống với nhau, 9,80% có một chủ hộ là nữ không có chồng sống cùng, và 21,00% là không gia đình. 17,00% trong tất cả các hộ gồm các cá nhân và 6,10% có người sinh sống một mình và có độ tuổi 65 tuổi hay già hơn.  Quy mô trung bình của hộ là 2,81 còn quy mô trung bình của gia đình là 3,15,
Phân bố độ tuổi của cư dân sinh sống trong huyện là 28,10% dưới độ tuổi 18, 8,20% từ 18 đến 24, 33,20% từ 25 đến 44, 21,50% từ 45 đến 64, và 9,00% người có độ tuổi 65 tuổi hay già hơn.  Độ tuổi trung bình là 34 tuổi. Cứ mỗi 100 nữ giới thì có 99,70 nam giới. Cứ mỗi 100 nữ giới có độ tuổi 18 và lớn hơn thì, có 97,10 nam giới.
Thu nhập bình quân của một hộ ở quận này là $50.638, và thu nhập bình quân của một gia đình ở quận này là $56.197, Nam giới có thu nhập bình quân $37.125 so với mức thu nhập $26.577 đối với nữ giới. Thu nhập bình quân đầu người của quận là $21.978, Khoảng 5,80% gia đình và 8,10% dân số sống dưới ngưỡng nghèo, bao gồm 10,60% những người có độ tuổi 18 và 10,40% là những người 65 tuổi hoặc già hơn.